# 紐貝格
紐貝格（Newberg）是美國奧勒岡州揚希爾縣的一座城市，位於波特蘭西南方約40公里，人口25,138人。城市名稱來自於建城初期一位德裔移民的家鄉諾伊貝格。